# Шіджьо-Навате
Шіджьо́-Навате́ (яп. 四條畷市, しじょうなわてし, МФА: [ɕid͡ʑoː nawate ɕi̥]?) — місто в Японії, в префектурі Осака.     Отримало статус міста 1970 року. Площа становить 18,74 км². Станом на 1 липня 2012 року населення складало 57 246  осіб, густота населення — 3050 осіб/км².     

## Демографія
Згідно з даними перепису населення Японії, населення Шіджьо-Навате постійно збільшується. Пік приросту припав на 70-ті та 80-ті роки. Станом на 1 жовтня 202 року населення складало 55 177 осіб, з яких чоловіків — 26 744 особи, жінок — 28 433 особи. Густота населення — 2952 осіб/км².

## Історія
Шіджьо-Навате отримало статус міста 1 липня 1970 року.